# 堀越知恵
堀越 知恵（ほりこし ちえ、1984年5月13日 - ）は、日本の女性声優。愛知県出身。

## 人物
メディアフォース（ - 2009年3月）、賢プロダクションに所属していた。
趣味は映画鑑賞、ドラム演奏、カラオケ。特技は料理。
資格は情報処理検定3級、書道硬筆、毛筆5段、珠算検定3級、コンピュータ利用技術検定3級。

## 出演

### テレビアニメ
2005年
- パタリロ西遊記!

2007年
- 月面兎兵器ミーナ（美南葱・葉月ミーナ、エール星人、おばちゃん）
- MOONLIGHT MILE 2ndシーズン -Touch down-（バーバラ）

2008年
- バトルスピリッツ 少年突破バシン（女性）
- ロビーとケロビー（キャスター）

2011年
- テレビまんが 昭和物語

2014年
- 銀の匙 Silver Spoon（松沢）
- 曇天に笑う（上林）

2015年
- うしおととら（TV局アナ）
- プラスティック・メモリーズ（第2TS課長、映画（女））

2016年
- 僕だけがいない街

2017年
- CHAOS;CHILD（女A）
- 賭ケグルイ（女性教師）
- ボールルームへようこそ（アナウンサー）

2018年
- ルパン三世 PART5（クロエ・カザール）

### 劇場アニメ
- 劇場版 魔法科高校の劣等生 星を呼ぶ少女（2017年、シルヴィア・マーキュリー・ファースト）

### OVA
- 鬼公子炎魔（2006年、千草）

### Webアニメ
- 幕末機関説 いろはにほへと（2006年、遊女、客）

### ゲーム
- 召喚少女 〜ElementalGirl Calling〜（2007年、ヒルデガード参謀）
- 百華夜光（2015年、遣手[4]）
- マインクラフト:ストーリーモード シーズン2（2017年、ビンタ 他）
- ファイナルファンタジーVII リメイク（2020年）
- ゼルダの伝説 ティアーズ オブ ザ キングダム（2023年）

### ドラマCD
- 霧雨が降る森 ドラマCD 一粒目の雨（少女の母[5]）
- ちぇんじ123 ドラマCD（ふじこ）
- WドラマCD「ちぇんじ123」＆「鉄のラインバレル」 (チャンピオンRED2008年3月号付録)（ふじこ）

### 吹き替え

#### 映画
- 新しいワタシの見つけ方（キャサリン〈シャナ・ストロング〉）
- イングリッシュ・ペイシェント（アイチャ）※Netflix版
- 噛む女（マヤ）
- ジェームズ・フランコ VS エイプ（ベス〈ステイシー・ミラー〉）
- シャークネード（エイプリル・ウェクスラー〈タラ・リード〉）
- シャークネード カテゴリー2（エイプリル・ウェクスラー〈タラ・リード〉）
- トレマーズ コールドヘル（バレリー・マッキー）
- ビバリーヒルズ・コップ ※Netflix版
- ファイアー・ツイスター（V）
- マネー・スキャンダル 破滅への欲望（エリン・マニング〈サラ・ミーガン・トーマス〉）
- リリス（ジャッキー）

#### ドラマ
- CSI:マイアミ6 #2
- 七日の王妃